# Erdélyi Náci
Ifj. Erdélyi Ignác, művésznevén Erdélyi Náci (Szeged, 1845. november 22. – Budapest, 1893. július 6.) cigányzenész, prímás, nótaszerző.

## Élete
Édesapja és nagyapja is neves bandák prímásai voltak, tehetsége gyermekkorában megmutatkozott. A kor neves zenészei támogatták Erdélyi Náci tanulmányait, a pécsi püspöki zeneiskolába, majd a bécsi konzervatóriumba is tanult. Zenekara élén és a komolyzenei hangversenyeken egyaránt remekelt szólistaként. Ő gondoskodott Dankó Pista neveltetéséről, mikor az az édesapját elvesztette. 1870-re már tehetős és művelt embernek számított, előkelő házában több ezer kötetes könyvtára és kottatára volt. Angolul, franciául, németül és szerbül is beszélt és művelődött. Gárdonyi Géza és Mikszáth Kálmán is barátjának tudhatta.  1883-ban Ferenc József király és császár őfelsége Szegedre látogatott a színház átadása ügyében, ekkor őfelségét Erdélyi Náci zenekara szórakoztatta halpaprikásos ebédjénél. Az uralkodónak megtetszett az elegáns cigányprímás muzsikája, megszólította és kedélyes beszélgetésbe kezdett vele. Külföldi vendégszereplései során is nagy sikert aratott, 1886-tól zenekarával 4 évig Amerikában tartózkodott, fellépett a New York-i Éden Színházban is.